# Euangelosz (író)
Euangelosz (Kr. e. 3. század?) görög író
Katonai tárgyú, egyebek között a taktikával foglalkozó munkákat készített, amelyeket Plutarkhosz tanúsága szerint Philopoemon használt. Életéről semmit sem tudunk, működésének ideje is bizonytalan.